# Norske legion
Den norske legion (på tysk kaldt SS-Freiwilligen-Legion Norwegen) var en afdeling i den tyske militære eliteafdeling Waffen-SS under 2. verdenskrig, som blev oprettet efter initiativ fra NS-lederen Vidkun Quisling og Josef Terboven efter det nazistiske Tysklands angreb på Sovjetunionen den 22. juni 1941. Legionen bestod af norske soldater.
Legionen deltog primært i kampe på østfronten, legionen var stationeret i Krasnoye Selo, nær Leningrad.
Legionen forladte Sovjetunionen i 1943 grundet mange tab.
| Militær | Spire Denne artikel om militær er en spire som bør udbygges. Du er velkommen til at hjælpe Wikipedia ved at udvide den. |